# Vườn quốc gia Manú
Vườn quốc gia Manú (tiếng Tây Ban Nha: Parque Nacional del Manú) là một vườn quốc gia khu dự trữ sinh quyển nằm ở Madre de Dios và Cuzco, Peru. Trước khi trở thành một khu bảo tồn bởi chính phủ Peru, vườn quốc gia này được bảo tồn nhờ vào địa thế hiểm trở khiến người ta không thể vào đây được. Ngày nay, vẫn không thể vào vườn quốc gia này bằng đường bộ. Năm 1977, UNESCO công nhận đây là khu dự trữ sinh quyển và năm 1987 công bố đây là di sản thế giới. Đây là vườn quốc gia rộng nhất Peru với diện tích lên đến 15.328 km².
Vườn quốc gia này bảo vệ tất cả các hệ sinh thái tồn tại ở Lưu vực Amazon gồm các rừng mưa nhiệt đới, rừng mây mù và đồng cỏ Andes. Do nằm trên một khu vực có chênh lệch cao độ từ 150 đến 4200 mét so với mực nước biển nên vườn quốc gia này là một trong những nơi nổi tiếng nhất thế giới về sự đa dạng sinh học. Nhìn chung, có hơn 15.000 loài thực vật và 250 loại cây khác nhau trên mỗi ha. Đây là nơi những người ưa thích chim trên thế giới đến chiêm ngưỡng.

## Động thực vật

### Thực vật
Các kiểu thảm thực vật tại đây gồm đồng cỏ hoang mạc tại khu vực trên 4.000 mét, rừng Andes núi cao, rừng mây mù, rừng nhiệt đới Amazon thấp. Tại đây gồm 162 họ thực vật với 4.385 loài được xác định, với 250 loài cây trong một hecta. Một nghiên cứu đã xác định 1.108 loài cây trong vườn quốc gia tại khu vực giữa Đường giới hạn cây gỗ núi cao với khu rừng thấp.

### Động vật
Vườn quốc gia là nơi có khoảng 160 loài động vật có vú. Tại khu vực thấp là sự có mặt của báo đốm, Tayra, Tatu khổng lồ, Báo sư tử, Khỉ sóc Goeldi, Mèo gấm Ocelot, Lợn peccary khoang cổ, Rái cá lớn, Khỉ nhện Peru, Mèo cây châu Mỹ, Lười hai ngón Hoffmann, Chuột lang nước, Khỉ mũ nâu, thú ăn kiến khổng lồ... Trong khi khu vực núi có Hươu đuôi trắng, Paca núi, Triết đuôi dài, Chuột lang núi, Gấu mặt ngắn Andes, Cáo Andes.
Manu là nơi có hơn 1.000 loài chim, 155 loài lưỡng cư, 132 loài bò sát, 210 loài cá, 300 loài kiến, 650 loài bọ cánh cứng, 136 loài chuồn chuồn và hơn 1300 loài bướm. Rất nhiều loài quý hiếm và bị đe dọa có thể kể đến Đại bàng Harpy, Thần ưng Andes, Đại bàng ẩn sĩ núi, Cá sấu caiman đen, Rùa sông đốm vàng..

## Bibliography
1. ↑  "Del Manu - Servicio Nacional de Áreas Naturales Protegidas por el Estado". www.sernanp.gob.pe (bằng tiếng Tây Ban Nha). Bản gốc lưu trữ ngày 5 tháng 5 năm 2017. Truy cập ngày 18 tháng 5 năm 2017.
2. ↑  "Parque Nacional del Manu | Legislación". legislacionanp.org.pe (bằng tiếng Tây Ban Nha). Truy cập ngày 18 tháng 5 năm 2017.
3. ↑  Farfan-Rios, William; Garcia-Cabrera, Karina; Salinas, Norma; Raurau-Quisiyupanqui, Mireya N.; Silman, Miles R. (2015). "Lista anotada de árboles y afines en los bosques montanos del sureste peruano: la importancia de seguir recolectando". Revista Peruana de Biología (bằng tiếng Tây Ban Nha). Quyển 22 số 2. tr. 145–174. ISSN 1727-9933.
4. ↑  Moscoso, D.; Salinas, N.; Nauray, W. (2003). "Orquídeas del Valle de Cosñipata, Parte Alta de la Reserva de Biósfera del Manu, Cusco – Peru". Lyonia. Quyển 3 số 2. tr. 283–390.
5. ↑  Patterson, B. D., Stotz, D. F., & Solari, S. (2006). Mammals and Birds of the Manu Biosphere Reserve, Peru. Fieldiana: Zoology, new series, 110: 1-49. online PDF Lưu trữ ngày 22 tháng 3 năm 2012 tại Wayback Machine